# Venus Boekarest
Venus Boekarest (Roemeens Venus București) is een Roemeense voetbalclub uit de hoofdstad Boekarest. De club werd in 1915 opgericht in het voormalige stadsdeel Venus, dat niet meer bestaat na nieuwe verbouwingen door Nicolae Ceaușescu
De club werd in 1920 voor het eerst landskampioen en bleef ook de volgende jaren een topclub. De Roemeense competitie begon pas echt in 1932/33 toen de titel niet meer in bekervorm beslecht werd. Het land was nog in twee groepen verdeeld en de groepswinnaars kwamen tegen elkaar uit. In 1934 werd Venus Boekarest groepswinnaar en speelde een testwedstrijd tegen Ripensia Timișoara om de landstitel die het uiteindelijk won. Eind jaren dertig was de club op zijn sterkst. Dit kreeg ook een Europees vervolg in de Mitropacup al kon de club daar geen potten breken.
Tijdens de Tweede Wereldoorlog werd niet elk seizoen gespeeld. In 1942/43 werd de club nog vierde maar het volgende seizoen werd de competitie na 13 speeldagen stopgezet, de club was toen laatste.
In 1948 werd de club onder het communistische regime gedwongen te fuseren met UCB Boekarest (Unizele Communale Boekarest) en werd zo Venus-UCB. De club speelde in de C-liga die in 1949 afgeschaft werd; hiermee verdween ook het team van het toneel.
In 2014 werd de club heropgericht. In 2022 promoveerde de club naar de Liga IV

## Erelijst
- Landskampioen

1920, 1929, 1932, 1934, 1937, 1939, 1940

## Venus in Europa
- 1/8 = achtste finale
- 1/4 = kwartfinale

| Seizoen | Competitie | Ronde | Land                                      | Club          | Score    |
| ------- | ---------- | ----- | ----------------------------------------- | ------------- | -------- |
| 1937    | Mitropacup | 1/8   | Vlag van Hongarije (1915-1918, 1919-1946) | Újpest FC     | 4-6, 1-2 |
| 1939    | Mitropacup | 1/4   | Vlag van Italië (1861-1946)               | AGC Bologna   | 1-0, 0-5 |
| 1940    | Mitropacup | 1/4   | Vlag van Joegoslavië (1918–1943)          | Beogradski SK | 0-3, 0-1 |